# Louise Brough

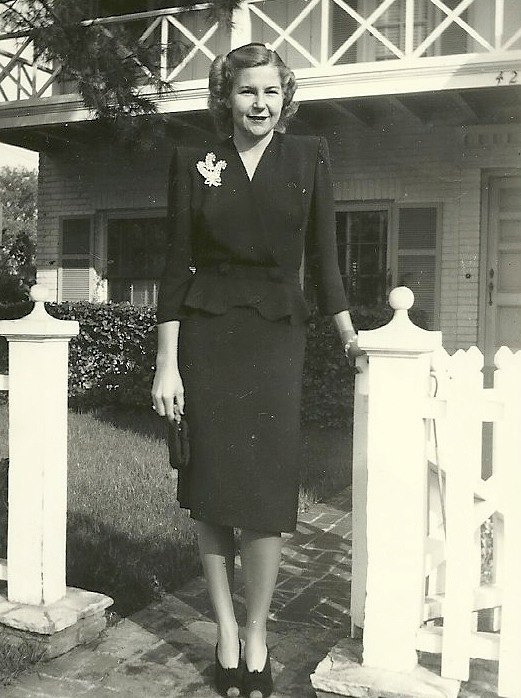
Louise Brough 1948

Althea Louise Brough Clapp (* 11. März 1923 in Oklahoma City, Oklahoma; † 3. Februar 2014 in Vista, Kalifornien) war eine US-amerikanische Tennisspielerin.

## Biographie
Brough wuchs in Kalifornien auf, erhielt ihre ersten Trainerstunden mit 13 Jahren und gewann mit 17 Jahren die amerikanischen Juniorenmeisterschaften.
Brough gewann die amerikanischen Tennismeisterschaften (heute US Open) in Forest Hills einmal (1947) und stand fünfmal im Finale. In Wimbledon gewann sie insgesamt viermal im Einzel (1948, 1949, 1950 und 1955) und stand siebenmal im Finale. 1950 gewann sie die Australian Championships (heute Australian Open).
Mit ihrer Doppelpartnerin Margaret Osborne duPont gewann sie von 1942 bis 1950 und von 1955 bis 1957 die Doppelkonkurrenz bei den Damen, in Wimbledon 1946, 1948, 1949, 1950 und 1954 und die französischen Meisterschaften im Doppel 1946, 1947 und 1949.
Auch im Mixed war sie mit verschiedenen Partnern bei Grand-Slam-Turnieren sehr erfolgreich (unter anderem mit Eric Sturgess) und gewann zahlreiche Titel.
Im Jahr 1957 verabschiedete sie sich vom Tennissport und heiratete ein Jahr später Alan Clapp. 1967 erfolgte die Aufnahme in die International Tennis Hall of Fame.